# ダクションマン
『ダクションマン』は、猪熊しのぶによる日本の漫画作品。

## 登場人物
小木十五
主人公。元子役。芸能界に恨みを抱いている。26歳。
塚平美沙
ヒロイン。平山エミカの芸名でアイドル活動をしている。18歳。
二村るか
グラビアアイドル。人気には陰りが見える。25歳。
横溝
るかのマネージャー。
塚平令子
美沙の母で、「ダイス・プロダクション」社長。元女優。
加藤高市

山本殿助
関西お笑い界の重鎮。ヤクザの創始者の孫。
田中広一郎
「太閤テレビ」チーフ・ディレクター。
長井悠輔
若手俳優。25歳。
倉田総一朗
若手俳優。元子役。
和源之丞
脚本家。ゲイ。
千春

鈴村やす子
美沙のマネージャー。
佐世保山

松浦綾
「歌舞伎町3丁目商店街連合組合」会長。
掛川瞬
「フリーダム・ルージュ・プロダクション」代表。
氷垣弥一
令子の元・夫。守衛のフリをしている。
鳩谷

村田カネミツ
マネージャー見習い。25歳。

## 単行本
- 猪熊しのぶ 『ダクションマン』小学館〈ビッグコミックス〉 全4巻
  1. 2010年3月4日発行、2010年2月27日発売 ISBN 978-4-09-183059-3
  2. 2010年8月4日発行、2010年7月30日発売 ISBN 978-4-09-183356-3
  3. 2010年12月30日発行、2010年12月25日発売 ISBN 978-4-09-183537-6
  4. 2011年6月4日発行、2011年5月30日発売 ISBN 978-4-09-183830-8